# Seznam fraktalov po Hausdorff-Bezikovičevi razsežnosti
Fraktal je geometrijski objekt, katerega Hausdorff-Bezikovičeva razsežnost (δ) strogo presega svojo topološko razsežnost. 
Tu je predstavljeno nekaj fraktalov, razvrščenih po naraščajoči Hausdorff-Bezikovičevi razsežnosti z namenom ponazoritve kaj pomeni da ima fraktal majhno ali veliko razsežnost.

## Deterministični fraktali
| δ (točna vrednost)                                                                                      | δ (vrednost) | ime                                                       | prikaz | opombe |
| --- | ------------ | --------------------------------------------------------- | ------ | --- |
| {\displaystyle \textstyle {{\frac {\ln(2)}{\ln(\delta )}}?}}                                            | 0.4498?      | bifurkacije logistične preslikave                         |        | V bifurkacijskem grafu se pri približevanju kaotičnega področja pojavijo zaporedne podvojitve period, kjer geometrično zaporedje teži k 1/δ. (δ=4,6692, prva Feigenbaumova konstanta).                            |
| {\displaystyle \textstyle {\frac {\ln(2)}{\ln(3)}}}                                                     | 0.6309       | Cantorjeva množica                                        |        | Ustvarjena z odstranjevanjem tretjine v vsaki ponovitvi. Nikjer gosta in neštevna množica. |
| {\displaystyle \log {(1+{\sqrt {2}})}}                                                                  | 0.88137      | spekter Fibonaccijevega hamiltonskega sistema             |        | Spekter konvergira k eksplicitni konstanti. |
| {\displaystyle \textstyle {1}}                                                                          | 1            | Smith-Volterra-Cantorjeva množica                         |        | Ustvarjena z odstranitvijo sredinskega intervala dolžine 1/2^{2n} za vsak preostal interval n-te ponovitve. Nikjer gosta množica, a z Lebesguovo mero ½.                                                          |
| {\displaystyle \textstyle {\frac {\ln(8)}{\ln(7)}}}                                                     | 1.0686       | obris Gosperjevega otoka                                  |        | |
| izmerjeno (škatlično štetje)                                                                            | 1.2          | vejasta Juliajeva množica                                 |        | Juliajeva množica s parametroma: Realni del=0 in Imaginarni del=1. |
| {\displaystyle \textstyle {3{\frac {\log(\phi )}{\log({\frac {3+{\sqrt {13}}}{2}})}}}}                  | 1.2083       | Fibonaccijev fraktal 60°                                  |        | Ustvarjena iz Fibonaccijeve besede. Glej tudi standardni Fibonaccijev fraktal. |
| | 1.26         | Hénonova preslikava                                       |        | Kanonična Hénonova preslikava s parametroma a = 1,4 in b = 0,3 ima Hausdorff-Bezikovičevo razsežnost δ = 1,261 ± 0,003. Različni parametri dajo različne vrednosti δ.                                             |
| {\displaystyle \textstyle {\frac {\ln(4)}{\ln(3)}}}                                                     | 1.2619       | Kochova krivulja                                          |        | Tri von Kochove krivulje tvorijo Kochovo snežinko, oziroma antisnežinko. |
| {\displaystyle \textstyle {\frac {\ln(4)}{\ln(3)}}}                                                     | 1.2619       | obris trojne zmajeve krivulje                             |        | L-sistem: enak kot zmajeva krivulja s kotom =30°. The Fudgeflake (zmečkana snežinka) temelji na 3 začetnih točkah, postavljenih v trikotnik.                                                                      |
| {\displaystyle \textstyle {\frac {\ln(4)}{\ln(3)}}}                                                     | 1.2619       | dvorazsežni Cantorjev prah                                |        | Dvorazsežna Cantorjeva množica. |
| izračunano                                                                                              | 1.2683       | Juliajeva množica z²-1                                    |        | Juliajeva množica za c=-1. |
| | 1.3057       | Apolonijeva mreža                                         |        | Tudi »Apolonijevo tesnilo«. |
| izračunano                                                                                              | 1.3934       | Douadyjev zajec                                           |        | Juliajeva množica za c=-0,123+0.745i. |
| {\displaystyle \textstyle {\frac {\ln(5)}{\ln(3)}}}                                                     | 1.4649       | škatelni fraktal                                          |        | Ustvarjena z izmenjajočim ponavljanjem kvadratov križa iz petih kvadrat(k)ov. |
| {\displaystyle \textstyle {\frac {\ln(5)}{\ln(3)}}}                                                     | 1.4649       | kvadratna Kochova krivulja (tip 1)                        |        | Vzorec škatelnega fraktala (zgoraj). |
| {\displaystyle \textstyle {\frac {\ln(8)}{\ln(4)}}}                                                     | 1.5000       | kvadratna Kochova krivulja (tip 2)                        |        | Imenovana tudi »klobasa Minkovskega«. |
| | 1.5236       | obris zmajeve krivulje                                    |        | Cf Chang & Zhang. |
| {\displaystyle \textstyle {\frac {\ln(3)}{\ln(2)}}}                                                     | 1.5850       | trovejno drevo                                            |        | Vsaka veja drži 3 veje. (tukaj 90° in 60°). Razsežnost fraktala celotnega drevesa je fraktalna razsežnost zadnje veje. Toda: drevo z dvema vejama ima fraktalno razsežnost 1.                                     |
| {\displaystyle \textstyle {\frac {\ln(3)}{\ln(2)}}}                                                     | 1.5850       | trikotnik Sierpinskega                                    |        | Tudi Pascalov trikotnik modulo 2. |
| {\displaystyle \textstyle {\frac {\ln(3)}{\ln(2)}}}                                                     | 1.5850       | puščična krivulja Sierpinskega                            |        | Ustvarjena z enorazsežno krivuljo. |
| {\displaystyle \textstyle {1+{\frac {\ln 2}{\ln 3}}}}                                                   | 1.6309       | Pascalov trikotnik modulo 3                               |        | Za trikotnik modulo k, kjer je k praštevilo, je fraktalna razsežnost {\displaystyle \scriptstyle {1+log_{k}({\frac {k+1}{2}})}}(Cf Stephen Wolfram)                                                               |
| {\displaystyle \textstyle {3{\frac {\log(\phi )}{\log(1+{\sqrt {2}})}}}}                                | 1.6379       | Fibonaccijev fraktal                                      |        | Fraktal iz Fibonaccijeve besede (OEIS A005614). Ilustracija: fraktal po F23 (28657) korakih. . |
| {\displaystyle \textstyle {1+{\frac {\ln 3}{\ln 5}}}}                                                   | 1.6826       | Pascalov trikotnik modulo 5                               |        | Za trikotnik modulo k, kjer je k praštevilo, je fraktalna razsežnost {\displaystyle \scriptstyle {1+log_{k}({\frac {k+1}{2}})}} (Cf Stephen Wolfram)                                                              |
| {\displaystyle \textstyle {\frac {\log(4)}{\log({\sqrt {5}})}}}                                         | 1.7227       | vetrnični fraktal                                         |        | Grajen na podlagi Conway-Radinovega vetrničnega pokritja. |
| {\displaystyle \textstyle {\frac {\ln(7)}{\ln(3)}}}                                                     | 1.7712       | snežinka šestkotnikov                                     |        | Ustvarjena z izmenjujočim ponavljanjem 7 šestkotnikov. Njena meja je Kochova snežinka. Vsebuje neskončno Kochovih snežink.                                                                                        |
| log(7) / log(3)                                                                                         | 1.7712       | Fractal H-I de Rivera                                     |        | |
| {\displaystyle \textstyle {\frac {ln(4)}{ln(2(1+cos(85^{\circ }))}}}                                    | 1.7848       | Kochova krivulja 85°, Cesarejev fraktal                   |        | Izhaja iz Kochove krivulje s kotom med 0 in 90°. Fraktalna razsežnost: {\displaystyle \scriptstyle {\frac {ln(4)}{ln(2(1+cos(a))}}}. Cesarejev fraktal izhaja iz tega vzorca.                                     |
| {\displaystyle \textstyle {\frac {\ln(6)}{\ln(1+\phi )}}}                                               | 1.8617       | snežinka petkotnikov                                      |        | Ustvarjena z izmenjujočim ponavljanjem 6 petkotnikov. {\displaystyle \phi } = zlati rez = {\displaystyle \scriptstyle {\frac {1+{\sqrt {5}}}{2}}}                                                                 |
| {\displaystyle \textstyle {\frac {\ln(8)}{\ln(3)}}}                                                     | 1.8928       | preproga Sierpinskega                                     |        | |
| {\displaystyle \textstyle {\frac {\ln(8)}{\ln(3)}}}                                                     | 1.8928       | trirazsežni Cantorjev prah                                |        | Trorazsežna Cantorjeva množica. |
| {\displaystyle \textstyle {{\frac {\ln(4)}{\ln(3)}}+{\frac {\ln(2)}{\ln(3)}}={\frac {\ln(8)}{\ln(3)}}}} | 1,8928       | kartezični produkt Kochove krivulje in Cantorjeve množice |        | Posplošitev: Naj je F×G kartezični produkt dve fraktalnih množic F ind G. Potem velja {\displaystyle Dim_{H}(FxG)=Dim_{H}(F)+Dim_{H}(G)}.. Glej tudi dvorazsežni Cantorjev prah in Cantorjeva kocka.              |
| ocenjeno                                                                                                | 1.9340       | obris Lévyjeve C-krivulje                                 |        | Ocena Duvalla in Keeslinga (1999). Krivulja ima fraktalno razsežnost 2. |
| | 1.974        | Penroseovo pokritje                                       |        | See Ramachandrarao, Sinha & Sanyal |
| {\displaystyle \textstyle {2}}                                                                          | 2            | Mandelbrotova množica                                     |        | Vsaka ravnina predmeta, ki vsebuje disk, ima Hausdorff-Bezikovičevo razsežnost δ = 2. Toda tudi meja Mandelbrotove množice ima tudi Hausdorff-Bezikovičevo razsežnost δ = 2.                                      |
| {\displaystyle \textstyle {2}}                                                                          | 2            | Juliajeva množica                                         |        | za določene vrednosti c (vključno s c na meji Mandelbrotove množice), ima Juliajeva množica fraktalno razsežnosz 2. .                                                                                             |
| {\displaystyle \textstyle {2}}                                                                          | 2            | krivulja Sierpinskega                                     |        | Vsaka Peanova krivulja, ki zapolni ravnino, ima Hausdorff-Bezikovičevo razsežnost δ = 2. |
| {\displaystyle \textstyle {2}}                                                                          | 2            | Hilbertova krivulja                                       |        | Na podoben način: Moorova krivulja. Se lahko razširi v tri razsežnosti. |
| {\displaystyle \textstyle {2}}                                                                          | 2            | Peanova krivulja                                          |        | Družina krivulj, ustvarjeni na podoben način, kot npr. Wunderlichove krivulje. |
| {\displaystyle \textstyle {2}}                                                                          | 2            | Moorova krivulja                                          |        | Se lahko razširi v tri razsežnosti. |
| | 2            | Lebesguova krivulja ali krivulja reda z                   |        | Drugače kot prejšnje je ta krivulja, ki lahko zapolni prostor, odvedljiva praktično povsod. Prav tak tip krivulje lahko določimo v dveh razsežnostih. Kot Hilbertova krivulja se lahko razširi v tri razsežnosti. |
| {\displaystyle \textstyle {\frac {ln(2)}{ln({\sqrt {2}})}}}                                             | 2            | zmajeva krivulja                                          |        | Njene meje imajo fraktalno razsežnost 1.5236. |
| | 2            | trojna zmajeva krivulja                                   |        | L-System: F-> F+F-F. kot=120°. |
| {\displaystyle \textstyle {\frac {ln(4)}{ln(2)}}}                                                       | 2            | T-kvadrat                                                 |        | |
| {\displaystyle \textstyle {\frac {ln(4)}{ln(2)}}}                                                       | 2            | Gosperjeva krivulja                                       |        | Njena meja je Gosperjev otok. |
| {\displaystyle \textstyle {\frac {ln(4)}{ln(2)}}}                                                       | 2            | tetraeder Sierpinskega                                    |        | Vsak tetraeder nadomestimo s 4 tetraedri. |
| {\displaystyle \textstyle {\frac {ln(4)}{ln(2)}}}                                                       | 2            | H-drevo                                                   |        | Tudi »H-fraktal« in »Mandelbrotovo drevo«, ki ima enak vzorec. |
| {\displaystyle \textstyle {{\frac {\log(2)}{\log(2/{\sqrt {2}})}}=2}}                                   | 2            | Pitagorovo drevo                                          |        | Vsak kvadrat generira 2 kvadrata, pomanjšana za faktor {\displaystyle {\sqrt {2}}/2}. |
| {\displaystyle \textstyle {\frac {ln(4)}{ln(2)}}}                                                       | 2            | dvorazsežni grški križ                                    |        | Vsak del nadomestimo s kržem iz 4 delov. |
| | 2.06         | Lorenzev atraktor                                         |        | Za točne vrednosti parametrov. |
| {\displaystyle \textstyle {\frac {ln(20)}{ln(2+\phi )}}}                                                | 2.3296       | dodekaederski fraktal                                     |        | Vsak dodekakeder (dvanajsterec, pravilno telo, ki ga omejuje 12 pravilnih peterokotnikov) nadomestimo z 20 dodekaedri.                                                                                            |
| {\displaystyle \textstyle {\frac {ln(13)}{ln(3)}}}                                                      | 2.3347       | trirazsežna kvadradna Kochova ploskev (tipa 1)            |        | Razširitev kvadratne Kochove krivulje tipa 1 v tri razsežnosti. Slika prikazuje drugo ponovitev. |
| | 2.4739       | Apollonijevo pakiranje krogel                             |        | The interstice left by the apollolian spheres. Apollonian gasket in 3D. Dimension calculated by M. Borkovec, W. De Paris, and R. Peikert.                                                                         |
| {\displaystyle \textstyle {\frac {ln(32)}{ln(4)}}}                                                      | 2.50         | trirazsežna Kochova ploskev (tipa 2)                      |        | Razširitev kvadratne Kochove krivulje (tipa 2) v tri razsežnosti. Slika prikazuje prvo ponovitev. |
| {\displaystyle \textstyle {\frac {ln(16)}{ln(3)}}}                                                      | 2.5237       | Cantorjev teserakt                                        |        | Cantorejeva množica v štirih razsežnostih. Posplošitev: v prostoru z razsežnostjo n, ima Cantorjeva množica Hausdorff-Bezikovičevo razsežnost {\displaystyle \scriptstyle {n{\frac {ln(2)}{ln(3)}}}}              |
| {\displaystyle \textstyle {\frac {ln(12)}{ln(1+\phi )}}}                                                | 2.5819       | ikozaedrski fraktal                                       |        | Vsak ikozaeder nadomestimo z 12 ikozaedri. |
| {\displaystyle \textstyle {\frac {ln(6)}{ln(2)}}}                                                       | 2.5849       | trirazsežni grški križ                                    |        | Each segment is replaced by a cross formed by 6 segments. |
| {\displaystyle \textstyle {\frac {ln(6)}{ln(2)}}}                                                       | 2.5849       | oktaedrski fraktal                                        |        | Vsak oktaeder nadomestimo s 6 oktaedri. |
| {\displaystyle \textstyle {\frac {\log(6)}{\log(2)}}}                                                   | 2.5849       | Kochova ploskev                                           |        | vsak enakostranični trikotnik zamenjamo s 6 dvakrat manjšimi trikotniki. |
| {\displaystyle \textstyle {\frac {ln(20)}{ln(3)}}}                                                      | 2.7268       | Mengerjeva spužva                                         |        | Njena površina ima fraktalno razsežnost {\displaystyle \scriptstyle {{\frac {ln(12)}{ln(3)}}=2.2618}}. |
| {\displaystyle \textstyle {\frac {ln(8)}{ln(2)}}}                                                       | 3            | trirazsežna Hilbertova krivulja                           |        | Hilbertova krivulja razširjena v tri razsežnosti. |
| {\displaystyle \textstyle {\frac {ln(8)}{ln(2)}}}                                                       | 3            | trirazsežna Lebesguova krivulja                           |        | Lebesguova krivulja razširjena v tri razsežnosti. |
| {\displaystyle \textstyle {{\frac {\log(8)}{\log(2)}}=3}}                                               | 3            | trirazsežna Moorova krivulja                              |        | Moorova krivulja razširjena v tri razsežnosti. |

## Naključni in naravni fraktali
| δ (točna vrednost)                                          | δ (vrednost) | ime                                            | prikaz | opombe |
| ----------------------------------------------------------- | ------------ | ---------------------------------------------- | ------ | --- |
| izmerjeno                                                   | 1.22 ± 0.02  | obris obale Irske                              |        | Vrednosti fraktalne razsežnosti celotne irske obale so določili McCartney, Abernethy in Gault na Univerzi Ulstra in študentje teoretične fizike na Kolidžu Trinity v Dublinu pod vodstvom S. Hutzlerja. Med neravno zahodno obalo (fraktalna razsežnost je približno 1,26) in veliko gladkejšo vzhodno obalo (fraktalna razsežnost je 1,10) je precejšnja razlika. |
| izmerjeno                                                   | 1.24         | obris obale Velike Britanije                   |        | |
| {\displaystyle \textstyle {\frac {4}{3}}}                   | 1.33         | obris Brownovega gibanja                       |        | (Cf Wendelin Werner). |
| {\displaystyle \textstyle {\frac {4}{3}}}                   | 1.33         | dvorazsežni polimer                            |        | Similar to the brownian motion in 2D with non self-intersection. |
| {\displaystyle \textstyle {\frac {4}{3}}}                   | 1.33         | Percolation front in 2D, Corrosion front in 2D |        | Fractal dimension of the percolation-by-invasion front, at the percolation threshold (59.3%). It’s also the fractal dimension of a stopped corrosion front. |
|                                                             | 1.40         | Clusters of clusters 2D                        |        | When limited by diffusion, clusters combine progressively to a unique cluster of dimension 1.4. |
| izmerjeno                                                   | 1.52         | obris obale Norveške                           |        | |
| izmerjeno                                                   | 1.55         | naključni sprehod brez sekanj                  |        | Self-avoiding random walk in a square lattice, with a « go-back » routine for avoiding dead ends. |
| {\displaystyle \textstyle {\frac {5}{3}}}                   | 1.66         | trirazsežni polimer                            |        | Similar to the brownian motion in a cubic lattice, but without self-intersection. |
|                                                             | 1.70         | 2D DLA Cluster                                 |        | In 2 dimensions, clusters formed by diffusion-limited aggregation, have a fractal dimension of around 1.70. |
| {\displaystyle \textstyle {\frac {91}{48}}}                 | 1.8958       | 2D Percolation cluster                         |        | Under the percolation threshold (59.3%) the percolation-by-invasion cluster has a fractal dimension of 91/48. Beyond that threshold, le cluster is infinite and 91/48 becomes the fractal dimension of the « clearings ». |
| {\displaystyle \textstyle {\frac {ln(2)}{ln({\sqrt {2}})}}} | 2            | Brownovo gibanje                               |        | Or random walk. The Hausdorff dimensions equals 2 in 2D, in 3D and in all greater dimensions (K.Falconer "The geometry of fractal sets"). |
| izmerjeno                                                   | približno 2  | porazdelitev galaktičnih jat                   |        | Iz rezultatov pregleda SDSS leta 2005. |
| {\displaystyle \textstyle {\frac {ln(13)}{ln(3)}}}          | 2.33         | površina cvetače                               |        | Every branch carries around 13 branches 3 times smaller. |
|                                                             | 2.5          | klobčiči zmečkanega papirja                    |        | When crumpling sheets of different sizes but made of the same type of paper and with the same aspect ratio (for example, different sizes in the ISO 216 A series), then the diameter of the balls so obtained elevated to a non-integer exponent between 2 and 3 will be approximately proportional to the area of the sheets from which the balls have been made. Arhivirano 2010-06-28 na Wayback Machine. Creases will form at all size scales (see Universality (dynamical systems)). |
|                                                             | 2.50         | Lichtenbergova figura                          |        | In 3 dimensions, clusters formed by diffusion-limited aggregation, have a fractal dimension of around 2.50. |
| {\displaystyle \textstyle {3-{\frac {1}{2}}}}               | 2.5          | pravilna Brownova ploskev                      |        | . |
|                                                             | 2.50         | 3D DLA Cluster                                 |        | In 3 dimensions, clusters formed by diffusion-limited aggregation, have a fractal dimension of around 2.50. |
| izmerjeno                                                   | 2.52         | trirazsežni ponikalni oblak                    |        | [ 16 ] |
| izmerjeno                                                   | 2.66         | brstnati ohrovt                                |        | [ 18 ] |
|                                                             | 2.79         | površina skorje človeških možgan               |        | [ 19 ] |
|                                                             | 2.97         | površina človeških pljuč                       |        | The alveoli of a lung form a fractal surface close to 3. |
| izračunano                                                  | 3            | kvantna struna, ki se kopiči naključno         |        | Hausdorff-Bezikovičeva razsežnost kvantne strune, katere reprezentativna točka se naključno kopičiti skozi zančni prostor. |